# Olavo Amaral
Olavo Bohrer Amaral, conhecido principalmente como Olavo Amaral, é um médico e pesquisador brasileiro, desenvolvendo pesquisas na área de metaciência.
Olavo formou-se médico pela Universidade Federal do Rio Grande do Sul e obteve doutorado em Ciências Biológicas pela mesma instituição, orientado por Ivan Izquierdo. Ele também realizou pós-doutorado na Universidade de Barcelona, Espanha. Atualmente é docente na Universidade Federal do Rio de Janeiro.
Suas linhas de pesquisa incluiam originalmente modelos teóricos e experimentais de modificação de memórias aversivas, o estudo das interações entre a neurociência e o diagnóstico psiquiátrico, tendo direcionado o campo de atuação para metaciência e iniciativas para a melhora da confiabilidade da literatura científica. Dentre estas, destaca-se a Iniciativa Brasileira de Reprodutibilidade, um esforço multicêntrico de replicação sistemática de experimentos da ciência biomédica brasileira.
Ele foi embaixador da ASAPbio, organização dedicada a promover a transparência e acessibilidade de resultados de pesquisa nas ciências da vida, e coordenador do No-Budget Science e da hackathon de metaciência No-Budget Science Hack Week.
Além de sua carreira acadêmica, Amaral é também um escritor de ficção, tendo publicado três livros de contos, incluindo "Dicionário de Línguas Imaginárias" (Alfaguara, 2017), "Correnteza e Escombros" (7Letras, 2012) e "Estática" (IEL-RS, 2006). Também está trabalhando em um livro de não-ficção sobre as relações entre ciência e mercado na definição das fronteiras do diagnóstico médico.
Também conhecido pela divulgação e discussão de ciência, realizada em colunas em revistas como Folha de S.Paulo, Revista Piaui e Jornal Nexo.

## Prêmios
1. 13º Concurso Nacional de Contos Josué Guimarães, Instituto Estadual do Livro - RS [14]
2. Troféu Simões Lopes Neto de Narrativa Curta, Academia Rio-Grandense de Letras.[15]
3. Indicação ao Prêmio Jabuti em 2018 na categoria "conto"  pelo livro "Dicionário de Línguas Imaginárias", publicado pela Companhia das Letras.